# Селище (Чаусский район)
Се́лище (бел. Селішча) — деревня в составе Каменского (до 2013  Сластёновского) сельсовета Чаусского района Могилёвской области Республики Беларусь.

## Географическое положение
Расположена на реке Бася.

## Население
- 2010 год — 17 человек

## Фотогалерея
- На въезде в Селище
- Вид на Селище с Киркор
- Дом в Селище
- Вид на бывшую автобусную остановку в Селище
- Улица в Селище
- Панорама Селища
- Бася близ Селища
- Бася летом
- Водохранилище на ручье Бусинка
- Бася близ Селища весной